# The Astronaut Wives Club
The Astronaut Wives Club est une série télévisée américaine en dix épisodes de 42 minutes créée par Stephanie Savage, d'après le livre The Astronaut Wives Club: A True Story de Lily Koppel (en), diffusée entre le 18 juin et le 20 août 2015 sur le réseau ABC.
Cette série est inédite dans tous les pays francophones.

## Synopsis
Cette série raconte la vie des épouses des tout premiers astronautes américains, sélectionnés par la NASA en avril 1959, baptisé les Mercury Seven :
- « Mercury » du nom du tout premier programme spatial habité américain ;
- « Seven » parce que ces astronautes étaient sept : Carpenter, Cooper, Glenn, Grissom, Schirra, Shepard et Slayton.

En août 1959, ces astronautes et leurs épouses ont signé un contrat d'exclusivité avec le magazine Life pour 500 000 $, en échange d'un accès exclusif à leur vie privée. Les scénaristes de la série ont puisé une bonne partie de leur inspiration dans les numéros de ce magazine.
Très rapidement, tous sont devenus des célébrités dans leur pays non seulement en raison des exploits dans l'espace mais parce que, grâce au magazine, un grand nombre d'Américains et d'Américaines pouvaient s'identifier à eux. Ce phénomène médiatique a également contribué à rendre populaire l'American Way of Life, comme en a rendu compte notamment, en 1983, le film L'Étoffe des héros de Philip Kaufman.

## Distribution

### Acteurs principaux
- Dominique McElligott : Louise Shepard
- Yvonne Strahovski : Rene Carpenter
- Odette Annable : Trudy Cooper
- Joanna García : Betty Grissom
- Erin Cummings : Marjorie « Marge » Slayton
- Azure Parsons (en) : Annie Glenn
- Zoe Boyle : Joséphine « Jo » Schirra
- Desmond Harrington : Alan Shepard
- Wilson Bethel : Scott Carpenter (8 épisodes)
- Bret Harrison : Gordon Cooper
- Joel Johnstone : Virgil « Gus » Grissom
- Kenneth Mitchell : Donald « Deke » Slayton
- Sam Reid : John Glenn
- Aaron McCusker : Walter « Wally » Schirra

### Acteurs récurrents
- Evan Handler : Duncan « Dunk » Pringle
- Donald M. Krause : NASA Executive (9 épisodes)
- Justin Lebrun : Reporter (7 épisodes)
- Ron M Patterson : Mission Control (7 épisodes)
- Luke Kirby : Max Kaplan (6 épisodes)
- Antonia Bernath : Susan Borman (5 épisodes)
- Stella Allen : Alice Shepard (5 épisodes)
- Madison Wolfe : Julie Shepard (5 épisodes)
- Haley Strode (en) : Jane Conrad (4 épisodes)
- Alexa Havins : Pat White (4 épisodes)
- Morgan Burch : Cam Cooper (4 épisodes)
- Robert Larriviere : News Anchor (4 épisodes)
- Lorelei Gilbert : Candy Carpenter (4 épisodes)
- Dana Gourrier : Antoinette Gibbs (4 épisodes)
- Michael A. Harmon : Scott Carpenter, Jr. (4 épisodes)
- Jim Klock : Chris Kraft (4 épisodes)
- Scott Gulino : Mission Control NASA (4 épisodes)

### Invités
- Danny Vinson (en) : Dr Glennan (épisode 1)
- Catherine Dent : Beverly Davis (épisode 4)
- Nora Zehetner : Marilyn See (épisodes 5, 7 et 8)
- Gary Grubbs : Cal Butterfield (épisodes 5 et 7)
- Mercedes Masohn : Dot Bingham (épisode 5)
- Niki Spiridakos (en) : Hispanic Housekeeper (épisode 5)
- Matt Lanter : Edward White (épisodes 6 à 8)
- Ray Fisher : Captain Edward Dwight (épisode 6)
- Griff Furst : Eddie (épisode 6)
- Ryan Doom : Donn Eisele (épisodes 7 à 9)
- Elaine Carroll (en) : Harriet Eisele (épisodes 7 à 9)
- Holley Fain : Marilyn Lovell (épisodes 7, 9 et 10)
- Blake Lee (en) : Mystery Reporter (épisode 8)
- Mattie Liptak (en) : Ed White Jr. (épisode 8)
- William McNamara : Robert F. Kennedy (épisode 9)
- Jon Abrahams : Frank Borman (épisode 9)
- Geoff Pierson : Jim Matthis (épisode 10)
- Sam Daly (en) : Henry (épisode 10)
- Miles Doleac (en) : Producer (épisode 10)

## Développement

### Production
Le 24 janvier 2014, le réseau ABC commande officiellement un pilote.
Le 5 février 2014, la chaîne annonce officiellement la commande de dix épisodes, avant même que le pilote ait été produit, pour une diffusion à l'été 2014,.
Fin mars 2014, ABC annonce une diffusion au 24 juillet 2014, mais le mois suivant, la production est arrêtée afin d'y apporter des changements créatifs. Les dix épisodes devaient initialement se concentrer sur la période des missions Mercury, mais la chaîne a voulu couvrir aussi les missions Gemini et Apollo, entraînant des ajouts à la distribution, obtenir des autorisations auprès des personnes vivantes et ajuster les scénarios avec les faits réels,, repoussant la production à l'automne 2015.
Lors des annonces de renouvellement en mai 2014, ABC annonce la diffusion de la série à la mi-saison 2015.
Le 20 avril 2015, la diffusion est confirmée au 18 juin 2015.

### Casting
Entre février et avril 2014, le casting a eu lieu dans cet ordre : Joanna García, Azure Parsons (en), Zoe Boyle, Odette Annable, Desmond Harrington, Erin Cummings, Dominique McElligott, Bret Harrison et Aaron McCusker, Joel Johnstone et Kenneth Mitchell.
Entre septembre et novembre 2014, de nouveaux acteurs rejoignent la distribution : Yvonne Strahovski, Wilson Bethel, Evan Handler et Matt Lanter.

### Tournage
La série a été tournée à La Nouvelle-Orléans, en Louisiane.

### Fiche technique
- Titre original : The Astronaut Wives Club
- Création : Stephanie Savage, d'après le livre The Astronaut Wives Club: A True Story de Lily Koppel
- Réalisation : J. Miller Tobin
- Scénario : Lily Koppel et Stephanie Savage
- Direction artistique :
- Décors : Selina van den Brink
- Costumes : Eric Daman
- Photographie :
- Montage : Rachel Goodlett Katz
- Musique : Emily C. Kwong et Peter Rotter
- Casting : Justin Coulter, Ryan Glorioso et Adam Hochfeld
- Production exécutive : Len Goldstein, Michael London, Stephanie Savage, Josh Schwartz et Janice Williams
- Sociétés de production : ABC Studios, Fake Empire et Groundswell Productions
- Société de distribution : ABC
- Pays d'origine :  États-Unis
- Langue originale : anglais
- Format : couleur - 1,78:1 - son Dolby Digital
- Genre : Drame
- Durée : 42 minutes

 Sauf indication contraire, les informations mentionnées dans cette section peuvent être confirmées par la base de données cinématographiques IMDb,  présente dans la section « Liens externes ».

## Épisodes
| №  | Titre         | Réalisation          | Scénario                            | Première diffusion | Audience (millions) |
| -- | ------------- | -------------------- | ----------------------------------- | ------------------ | ------------------- |
| 1  | Launch        | Lone Scherfig        | Stephanie Savage                    | 18 juin 2015       | 5,51                |
| 2  | Protocol      | Lone Scherfig        | Becky Hartman Edwards               | 25 juin 2015       | 4,5                 |
| 3  | Retroattitude | J. Miller Tobin (en) | Liz Tigelaar (en)                   | 2 juillet 2015     | 4,06                |
| 4  | Liftoff       | J. Miller Tobin      | Lisa Zwerling (en)                  | 9 juillet 2015     | 4,28                |
| 5  | Flashpoint    | Elodie Keene         | Derek Simonds                       | 16 juillet 2015    | 4,44                |
| 6  | In the Blind  | Patrick Norris (en)  | Nate DiMio                          | 23 juillet 2015    | 3,81                |
| 7  | Rendezvous    | Elodie Keene         | Becky Hartman Edwards               | 30 juillet 2015    | 4,07                |
| 8  | Abort         | Patrick Norris       | Liz Tigelaar                        | 6 août 2015        | 3,53                |
| 9  | The Dark Side | Jon Amiel            | Casallina Kisakye et Katie Schwartz | 13 août 2015       | 3,2                 |
| 10 | Landing       | Jon Amiel            | Stephanie Savage et Lisa Zwerling   | 20 août 2015       | 3,81                |